# Campbellton (Florida)
Campbellton es un pueblo ubicado en el condado de Jackson en el estado estadounidense de Florida. En el Censo de 2010 tenía una población de 230 habitantes y una densidad poblacional de 34,37 personas por km².

## Geografía
Campbellton se encuentra ubicado en las coordenadas 30°57′3″N 85°24′6″O / 30.95083, -85.40167. Según la Oficina del Censo de los Estados Unidos, Campbellton tiene una superficie total de 6.69 km², de la cual 6.53 km² corresponden a tierra firme y (2.48%) 0.17 km² es agua.

## Demografía
Según el censo de 2010, había 230 personas residiendo en Campbellton. La densidad de población era de 34,37 hab./km². De los 230 habitantes, Campbellton estaba compuesto por el 33.91% blancos, el 64.78% eran afroamericanos, el 0% eran amerindios, el 0.43% eran asiáticos, el 0% eran isleños del Pacífico, el 0% eran de otras razas y el 0.87% pertenecían a dos o más razas. Del total de la población el 0.43% eran hispanos o latinos de cualquier raza.